# Club Deportivo El Inca
Deportivo El Inca es un club de fútbol peruano, con sede en el distrito de Chao, provincia de Virú, en el departamento de La Libertad. Fue fundado en 1973 y participa en la Copa Perú.

## Historia
El club fue fundado el 1 de enero de 1973 en el sector El Inca en Chao. 
En 2007 clasificó por primera vez a la Etapa Departamental de la Copa Perú donde enfrentó en su grupo a Héroes de Huamachuco siendo eliminado en esa fase.
En 2009 jugó nuevamente la Etapa Departamental donde finalizó en segundo lugar en el grupo B detrás de Carlos A. Mannucci que se quedó con la clasificación a la siguiente fase. Llegó al cuadrangular final de la Etapa Departamental en 2016 pero terminó en tercer lugar detrás de Racing Club de Huamachuco y Sport Chavelines Juniors que clasificaron a la Etapa Nacional.
Al año siguiente fue campeón departamental de La Libertad al ganar el cuadrangular final luego de vencer por 2-0 a Ciclón Santiaguino en la última fecha y clasificó a la Etapa Nacional de la Copa Perú 2017. Allí terminó la primera fase con 5 puntos y quedó eliminado del torneo.
Regresó a una Etapa Nacional en la Copa Perú 2018 al clasificar junto a Racing de Huamachuco en el cuadrangular final dejando fuera a Real Sociedad y Defensor Tanguche. Finalmente alcanzó el puesto 32 en dicha etapa.
En 2019 llegó a la Etapa Departamental donde participó en el grupo C contra Sporting Tabaco de Cartavio y Ases del Barrio. Luego de ganar el grupo, enfrentó a Atlético Verdún por el pase al cuadrangular final. Tras ganar 1-0 en la ida y caer por el mismo marcador en la vuelta quedó eliminado al perder 2-0 en definición por penales.
Fue campeón distrital en 2022 y, al no disputarse la Etapa Provincial, clasificó directamente a la Etapa Departamental. Terminó empatado en el primer lugar del grupo C con Juventud Grau. En el desempate igualaron 2-2 siendo eliminado en definición por penales. Al año siguiente, llegó nuevamente a la Etapa Departamental donde fue eliminado en las semifinales de la zona Costa por Alfonso Ugarte de Chiclín.
En la Etapa Departamental de la Copa Perú 2024, tras superar la fase de grupos, eliminó a Sporting Tabaco de Cartavio para clasificar a la liguilla final. En ese cuadrangular obtuvo el pase a la Etapa Nacional tras terminar en segundo lugar detrás de Juventus de Huamachuco. Terminó en el puesto 20 de la primera fase de la Etapa Nacional con 9 puntos con lo que clasificó a dieciseisavos de final donde eliminó a Rauker FC. Fue eliminado del torneo en octavos de final por Ecosem Pasco, luego de empatar 2-2 como local y perder 2-1 de visitante, sin posibilidad de obtener el cupo correspondiente al departamento de La Libertad para la Liga 3 2025, que quedó en manos de Juventus de Huamachuco por haber avanzado una fase más.

## Entrenadores
- Marco Sampén (2009)
- Juan Carlos Bazalar (2016-2017)
- José Ramirez Cubas (2017)
- Luis Cordero (2018-2019)
- Juan Carlos Soles (2020-2021)
- Robert Castillo Mercado (2022-2023)
- Luis Cordero (2024)
- José Soto (2024)
- Luis Bardales (2025)

## Palmarés

### Torneos regionales
| Competición regional                    | Títulos                                                                                         | Subcampeonatos |
| --------------------------------------- | ----------------------------------------------------------------------------------------------- | -------------- |
| Liga Departamental de La Libertad (1/2) | 2017.                                                                                           | 2018, 2024.    |
| Liga Provincial de Virú (12/1)          | 2007, 2009, 2011, 2012, 2014, 2016, 2017, 2018, 2019, 2023, 2024, 2025.                         | 2008.          |
| Liga Distrital de Chao (16/0)           | 2007, 2008, 2009, 2011, 2012, 2013, 2014, 2015, 2016, 2017, 2018, 2019, 2022, 2023, 2024, 2025. |                |